# 1713
1713 هي سنة بسيطة بدأت يوم الأحد حسب التقويم الغريغوري ويوم الخميس حسب التقويم اليولياني الأبطأ بعشرة أيام

## أحداث
- 25 يوليو: بدء حصار برشلونة والذي استمر إلى 11 سبتمبر 1714.
- 25 فبراير - بدء عهد فريدرش فيلهلم الأول ملك بروسيا

## مواليد
- جون ستيوارت (سياسي)
- دنيس ديدرو

## وفيات
- أركانجلو كوريلي